# 襷反り
襷反り（たすきぞり）は、相撲の日本相撲協会制定決まり手八十二手、反り手のひとつである。片手で相手の差手を抱えるか掴み、その差手の下に頭を潜りこませ、もう一方の手で相手の差手側の脚を内側から掬い上げ、背中から相手にもたれるように後ろに反り倒す技。仕掛ける体勢自体は同じ反り手に分類されている撞木反りと類似しているが、撞木反りと異なり相手を肩の上には担ぎ上げず、相手の勢いに乗じて自らが反ることにより相手の体勢を崩す事を狙う技である。
明治時代活躍した小結両國が得意とし、若い頃の太刀山がこの技に敗れた記録が残っている。1951年5月場所3日目栃錦が身長213cmの不動岩をこの技で破ったことがあり、その時の写真はこの技を解説する際に今日でも用いられている。
1960年1月に決まり手が制定されてから2025年5月まで、幕内で使われたことはない。幕下以下でも非常に珍しい技であるが、平成以降では聡ノ富士が7回決めている。
十両では2017年1月場所13日目の取組で宇良が天風に対して襷反りを決めているが、これが十両以上では初めての記録例となった。ただし、この時は宇良は相手の脚には触れていないため、厳密には伝え反りに近いとも言える。
日本のアマチュア相撲の中学生以下では禁じ手である。1度目は取直し、2度目は負けとなる。
1948年の講道館機関誌『柔道』で玉嶺生は、柔道の肩車のうち、後ろに反り倒す肩車は相撲では撞木反り、襷反りにあたる旨述べている。